# Bundesautobahn 19
Die Bundesautobahn 19 (Abkürzung: BAB 19) – Kurzform: Autobahn 19 (Abkürzung: A 19) – verbindet die Hansestadt Rostock mit der Autobahn A 24 bei Wittstock/Dosse. Die gesamte A 19 ist Teilstück der Europastraße 55.

## Verlauf
Die Autobahn 19 beginnt im Norden Rostocks an der östlichen Ausfahrt des Warnowtunnels, südlich des Rostocker Überseehafens, verläuft östlich der Stadt in Richtung Süden, kreuzt die A 20 am Kreuz Rostock, zieht sich durch den Landkreis Rostock, überquert hier die Schaalbeke, einem Quellfluss der Recknitz, verläuft östlich des Krakower Sees und durchschneidet die Mecklenburgische Seenplatte im gleichnamigen Landkreis. Nördlich von Wittstock/Dosse wird die Landesgrenze nach Brandenburg überquert. Südlich der Stadt endet die A 19 am Dreieck Wittstock/Dosse an der A 24.
Für den internationalen Verkehr erlangt die A 19 Bedeutung durch den direkten Zugang zum Überseehafen von Rostock (ein Kilometer ab A 19). Fährverbindungen bestehen dort in mehrere Staaten an der Ostsee, so nach Gedser in Dänemark, Trelleborg in Schweden, Helsinki in Finnland, Tallinn in Estland und Ventspils in Lettland.
Während der Ferienreisewelle gibt es auf dieser Autobahn mitunter Staus, da der Verkehr zu den Ostseestränden, wie z. B. nach Rügen, Graal-Müritz oder Kühlungsborn über diese Strecke läuft. Ausweichrouten nach Rügen sind die A 11 (ab Berliner Ring), dann A 20 und schließlich die B 96.
Der Abschnitt zwischen den Anschlussstellen Röbel und Wittstock/Dosse hat mit 24 Kilometern Länge den größten Abstand zwischen zwei Anschlussstellen in Deutschland. Zwischen diesen war eine weitere Anschlussstelle geplant (Wredenhagen), die jedoch noch nicht gebaut wurde.

## Geschichte
Nachdem man sich in den 1950er Jahren mit in der DDR nur langsam steigender Motorisierung zuerst um den Ausbau und Erhalt von Landstraßen kümmerte, sollten laut einem 1958 verfassten Schreiben der SED-Führung alle erforderlichen Maßnahmen in die Wege geleitet werden, um mit dem Ausbau des Autobahnnetzes in der DDR zu beginnen. Unter anderem ging es dabei um ein Projekt bis in den Bezirk Rostock. In der Volkskammer war Walter Ulbricht schon im Herbst 1959 angetan von einer Autobahn, auf der die Werktätigen zur Ostsee gelangen könnten. 1961 wurden die Pläne plötzlich auf Eis gelegt. Mehrere Jahre existierte ein isolierter einbahnig fertiggestellter Abschnitt im Nordosten von Rostock zwischen der Fernverkehrsstraße 105 (heute Bundesstraße) und dem Seehafen.
Ein Wirtschaftsaufschwung und stärkere Verkehrsbelastungen machten jedoch Ende der 1960er Jahre eine Wiederaufnahme des Projekts notwendig. Baubeginn war Januar 1970, die Arbeiten führte der VEB Autobahnbaukombinat aus. Mit dem Machtwechsel an der Spitze der SED wurde in der DDR vor allem der Wohnungsbau forciert. Die Bauarbeiten an der heutigen A 19 sollten eingestellt werden. In Verhandlungen mit Günter Mittag erreichte man zumindest einen langsameren Weiterbau. Nach acht Jahren Bauzeit wurde das letzte Teilstück der Autobahn Berlin-Rostock 1978 schließlich dem Verkehr übergeben.
Nach der Wende wurde die Fahrbahn der A 19 sukzessive ausgebessert sowie mit Standstreifen und Parkplatzanlagen ausgestattet.
Im Einzelnen erfolgten folgende Freigaben:
| Jahr | von                     | bis                | Bemerkung                               |
| ---- | ----------------------- | ------------------ | --------------------------------------- |
| 1963 | AS Rostock-Überseehafen | AS Krummendorf     |                                         |
| 1963 | AS Krummendorf          | AS Rostock-Ost     | zweite Fahrbahn erst 1973               |
| 1973 | AS Rostock-Ost          | AS Rostock-Süd     | zweite Fahrbahn erst 1974               |
| 1973 | AS Rostock-Süd          | AS Kessin          |                                         |
| 1974 | AS Kessin               | AS Laage           |                                         |
| 1975 | AS Laage                | AS Krakow          |                                         |
| 1976 | AS Wittstock            | AD Wittstock/Dosse | bis AS Neuruppin an der (heutigen) A 24 |
| 1977 | AS Röbel                | AS Wittstock       |                                         |
| 1978 | AS Krakow               | AS Röbel           |                                         |

Die Widmung als Autobahn wurde im Bereich Rostock nach 1990 mehrfach geändert: Anschlussstellen im Bereich des Überseehafens galten dann nicht mehr als Autobahn. Mit der Fertigstellung des Warnowtunnels wurde der ursprüngliche Verlauf der Autobahn dann nochmals verändert: Ursprünglich führte sie über die heutige Straße zum Überseehafen direkt dorthin.

## Massenkarambolage 2011
Am 8. April 2011 ereignete sich aufgrund eines Sandsturms eine Massenkarambolage auf der Autobahn 19 nahe Kavelstorf. Rund 85 Fahrzeuge waren insgesamt (beide Fahrtrichtungen) ineinander gefahren, davon gerieten etwa 30 in Brand, unter anderem ein Gefahrguttransporter. Dieser bisher schwerste Verkehrsunfall in Mecklenburg-Vorpommern forderte acht Todesopfer, 22 schwer und 52 leicht Verletzte, wovon 44 in Krankenhäuser eingeliefert werden mussten.